# Szent György-fatemplom (Hosszúsor)
A hosszúsori Szent György-fatemplom műemlékké nyilvánított épület Romániában, Arad megyében. A romániai műemlékek jegyzékében az  AR-II-m-A-00624 sorszámon szerepel.